# پیش‌شماره ۵۰۹

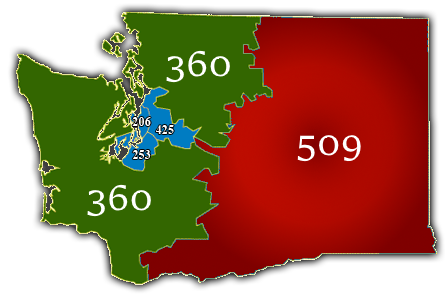
Map of Washington's area codes. The 509 area code is highlighted in red.

پیش‌شماره ۵۰۹ (انگلیسی: Area code 509) پیش‌شماره تلفنی تلفن‌های شرق ایالت واشینگتن است.